# 新北市立正德國民中學
25°10′44″N 121°26′51″E / 25.17881°N 121.44746°E
新北市立正德國民中學是一所位於臺灣新北市淡水區正德里的公立國民中學。

## 概要
該校於1988年12月16日被核准建校、1993年開始招生，首任校長為楊逸源，現任校長為黃易進。

## 賢孝校區

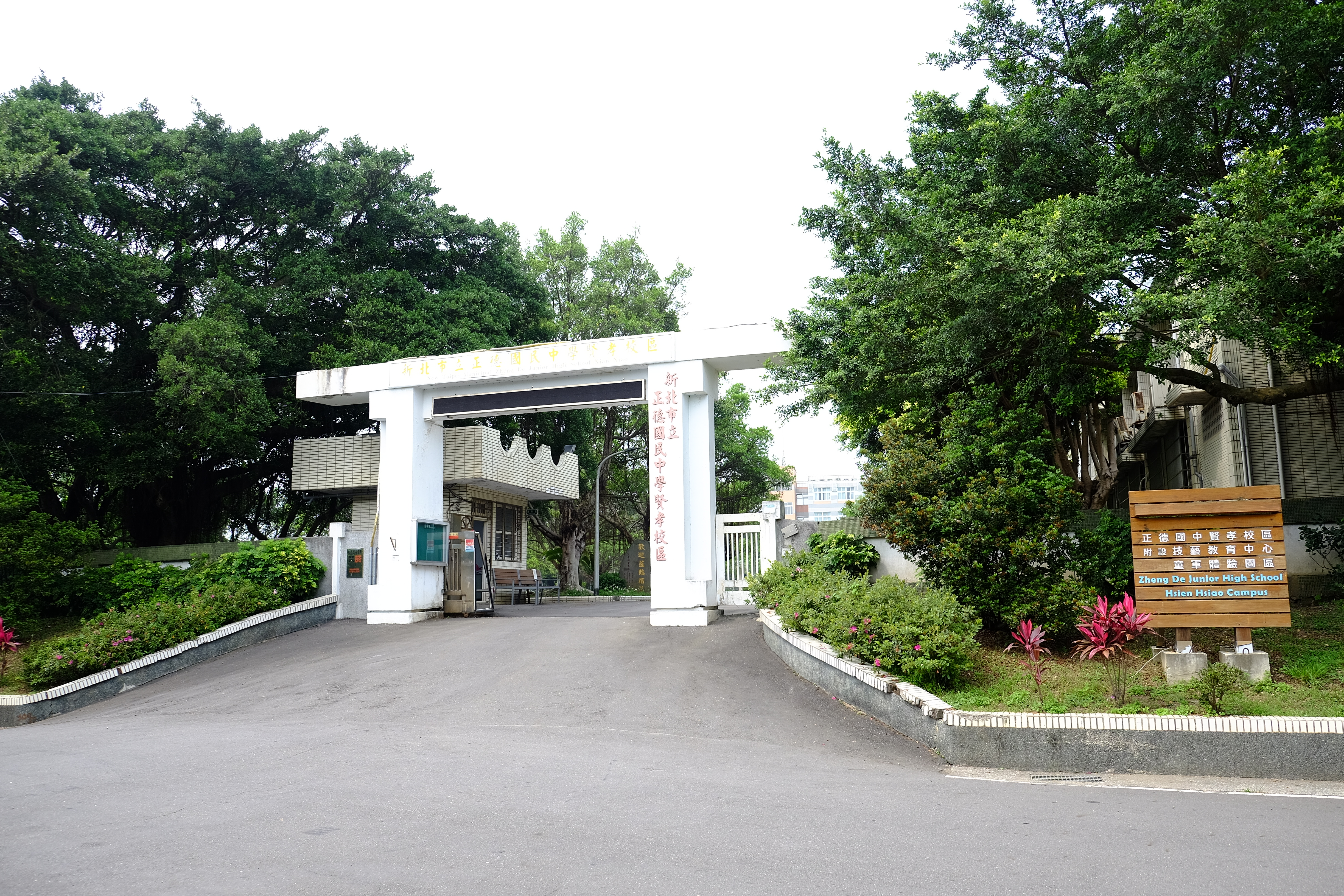
正德國中賢孝校區

正德的賢孝校區位於新北市淡水區賢孝里後洲子11號，校地面積2.63公頃，成立於1971年，原為臺北縣立淡水國民中學賢孝分部，1975年獨立為「臺北縣立賢孝國民中學」；1994年學區人口外流嚴重，因此與正德國民中學合併，更名為「臺北縣立正德國民中學賢孝校區」；2010年因應五都改制，更名為「新北市立正德國民中學賢孝校區」。

## 外部連結
- （中文）新北市立正德國民中學官方網站 （页面存档备份，存于）
- 新北市立正德國民中學的Facebook專頁